# کیت گاردنر
کیت گاردنر (انگلیسی: Keith Gardner; ۶ سپتامبر ۱۹۲۹ – ۲۵ مهٔ ۲۰۱۲) دونده، و ورزشکار دو و میدانی اهل جامائیکا بود.